# ورزشگاه بین‌المللی کربلا
ورزشگاه کربلا واقع در شهر ورزشی کربلا (عربی: مدينة كربلاء الرياضية) یک ورزشگاه در کربلا، جنوب عراق که توسط شرکت بهادر کول ترکیه ساخته شده‌است.
ورزشگاه کربلا یکی از ممتازترین ورزشگاه‌ها در نوع خود است که تنها مختص ورزش فوتبال ساخته شده‌است.